# Wither (EP)
Albums de Dream Theater
Black Clouds and Silver Linings
(2009) A Dramatic Turn of Events
(2011)
Pistes de Black Clouds and Silver Linings
A Rite of Passage
(2) The Shattered Fortress
(4)
Wither est un EP du groupe de metal progressif Dream Theater sorti en 2009.

## Liste des titres
| No | Titre                                    | Musique                               | Durée |
| -- | ---------------------------------------- | ------------------------------------- | ----- |
| 1. | Wither                                   | John Petrucci                         | 5:25  |
| 2. | Wither (Version au piano)                | Petrucci & Jordan Rudess              | 5:08  |
| 3. | Wither (Démo de John Petrucci)           | Petrucci                              | 5:26  |
| 4. | The Best Of Times (Démo de Mike Portnoy) | John Myung, Petrucci, Portnoy, Rudess | 13:05 |

## Composition du groupe
- James LaBrie - Chant
- John Myung - Basse.
- John Petrucci - Guitare, Chant au morceau 3.
- Mike Portnoy - Batterie, Chant au morceau 4.
- Jordan Rudess - Clavier.